# Cicurina jiangyongensis
Cicurina jiangyongensis är en spindelart som beskrevs av Peng, Gong och Kim 1996. Cicurina jiangyongensis ingår i släktet Cicurina och familjen kardarspindlar. Inga underarter finns listade i Catalogue of Life.